# Pinarocorys
Pinarocorys (лат.) — род воробьиных птиц из семейства жаворонковых (Alaudidae). 

## Систематика
В состав рода включают два вида.
| Изображение | Латинское наименование   | Русскоязычное название               | Распространение |
| ----------- | ------------------------ | ------------------------------------ | --- |
|             | Pinarocorys nigricans    | Дроздовидный кустарниковый жаворонок | гнездятся на юге Демократической Республики Конго, на западе Танзании, в Анголе и Замбии. С октября по июнь они мигрируют к югу, достигая Намбии, Ботсваны, Зимбабве, юга Мозамбика, Эсватини и северо-востока ЮАР |
|             | Pinarocorys erythropygia |                                      | Западная и Центральная Африка от Мали, Гвинеи и Сьерра-Леоне до восточного Судана, Южного Судана и северо-западной Уганды.                                                                                         |